# Yomiuri Shimbun
Yomiuri Shimbun (読売新聞, Yomiuri Shinbun, Độc Mại Tân văn) là một tờ báo của Nhật Bản, tờ báo được phát hành tại Tokyo, Osaka, Fukuoka và nhiều thành phố lớn khác của Nhật Bản. Đây là một trong 5 thời báo quốc gia của Nhật Bản, bốn tờ khác bao gồm Asahi Shimbun, Mainichi Shimbun, Nihon Keizai Shimbun, và Sankei Shimbun.
Thành lập năm 1874, Yomiuri Shimbun được biết đến như tờ nhật báo lớn nhất nước Nhật cũng như có lượng phát hành lớn nhất thế giới. Tính đến tháng 1 năm 2002, tờ báo này có số lượng xuất bản hàng ngày cho cả bản buổi sáng và chiều là 14.323.781 triệu bản. Tờ báo được in 2 ngày một lần và được in tại một số địa phương khác nhau.
Yomiuri Shimbun đã thành lập giải thưởng Yomiuri năm 1948, những người nổi tiếng đoạt giải thưởng này có thể kể đến Yukio Mishima và Haruki Murakami.